# Anna Mouglalis
Anna Mouglalis (Fréjus, 26 de abril de 1978) es una actriz y modelo francesa.

## Biografía
Nacida en Fréjus, en el departamento de Var, de padre griego originario de Kastelórizo (en la Periferia de Egeo Meridional), y de madre francesa, pasó su primera infancia en Fréjus, Provenza. Estudió en el Conservatorio de Arte Dramático de París (CNSAD) bajo la dirección de Daniel Mesguich.
Comenzó en el teatro en París en 1997 (La Nuit du Titanic) y al año siguiente debuta en la pantalla grande con Terminale (1998) de Francis Girod. En 2000 es coprotagonista con Isabelle Huppert en Gracias por el chocolate de Claude Chabrol.
Pocos años pasaron en el circuito del cine francés le bastaron para llegar a producciones internacionales como Coco Chanel & Igor Stravinsky de Jan Kounen (2009).
En Italia es la intérprete de Sotto falso nome de Roberto Andò (2004), Romanzo criminale de Michele Placido (2005), Mare nero de Roberta Torre (2006) y Il giovane favoloso de Mario Martone (2014).
Mouglalis es además una célebre modelo. En 2002 fue elegida por Karl Lagerfeld para la publicidad del perfume Amateur Allure de Chanel.
En 2007, tuvo una hija, Saul, de la unión con el director francés Samuel Benchetrit.

## Filmografía

### Actriz
| Año  | Título                                | Papel                   | Director                             | Notas |
| ---- | ------------------------------------- | ----------------------- | ------------------------------------ | --- |
| 1998 | Terminale                             | Claire                  | Francis Girod                        | |
| 2000 | Merci pour le chocolat                | Jeanne Pollet           | Claude Chabrol                       | |
| 2000 | La Captive                            | Isabelle                | Chantal Akerman                      | |
| 2000 | De l'histoire ancienne                | La enfermera            | Orso Miret                           | |
| 2002 | Novo                                  | Irène                   | Jean-Pierre Limosin                  | |
| 2002 | La Vie nouvelle                       | Melania                 | Philippe Grandrieux                  | |
| 2002 | The Wolf of the West Coast            | Mai                     | Hugo Santiago                        | |
| 2003 | Playing 'In the Company of Men'       | Ophélie                 | Arnaud Desplechin                    | |
| 2003 | The Malady of Death                   | La mujer                | Asa Mader                            | Corto |
| 2004 | Strange Crime                         | Milla                   | Roberto Andò                         | |
| 2004 | Real Life                             | Joy Martinokosta        | Panos H. Koutras                     | |
| 2004 | En attendant le déluge                | Milena                  | Damien Odoul                         | |
| 2005 | Romanzo criminale                     | Patrizia                | Michele Placido                      | Festival de cine de Cabourg - Mejor actriz nueva Nominada - Premio italiano de películas en línea al mejor elenco |
| 2005 | To oneiro tou Ikarou                  | La esposa del sacerdote | Costa Natsis                         | |
| 2006 | Mare nero                             | Veronica                | Roberta Torre                        | |
| 2006 | Les Amants du Flore                   | Simone de Beauvoir      | Ilan Duran Cohen                     | Película para televisión                                                                                          |
| 2007 | J'ai toujours rêvé d'être un gangster | Suzy                    | Samuel Benchetrit                    | |
| 2009 | Coco Chanel & Igor Stravinsky         | Coco Chanel             | Jan Kounen                           | |
| 2010 | Gainsbourg: A Heroic Life             | Juliette Gréco          | Joann Sfar                           | |
| 2010 | Mammuth                               | La deshabilitada        | Benoît Delépine & Gustave de Kervern | |
| 2011 | Chez Gino                             | Simone Roma             | Samuel Benchetrit (2)                | |
| 2011 | L'angle mort                          | Pierra                  | Florence Benoist                     | Corto |
| 2012 | Kiss of the Damned                    | Xenia                   | Xan Cassavetes                       | |
| 2012 | Photo                                 | Elisa                   | Carlos Saboga                        | |
| 2013 | Jealousy                              | Claudia                 | Philippe Garrel                      | |
| 2013 | Reason                                | Clement Belrose         | Bruno Ilogti                         | Corto |
| 2014 | Leopardi                              | Fanny Targioni-Tozzetti | Mario Martone                        | |
| 2014 | Un voyage                             | Mona                    | Samuel Benchetrit (3)                | |
| 2015 | Anna                                  | Anna                    | Charles-Olivier Michaud              | |
| 2015 | Pluie d'été                           | Agathe                  | Cyril de Gasperis                    | Corto |
| 2015 | L'homme de l'île Sandwich             | Lio's mother            | Levon Minasian                       | Corto |
| 2016 | Split                                 | Anja                    | Deborah Kampmeier                    | |
| 2016 | Baron Noir                            | Amélie Dorendeu         | Ziad Doueiri                         | Series de TV (24 episodios) Nominada - Premio ACS a la mejor actriz                                               |